# Karakorum (stolica)

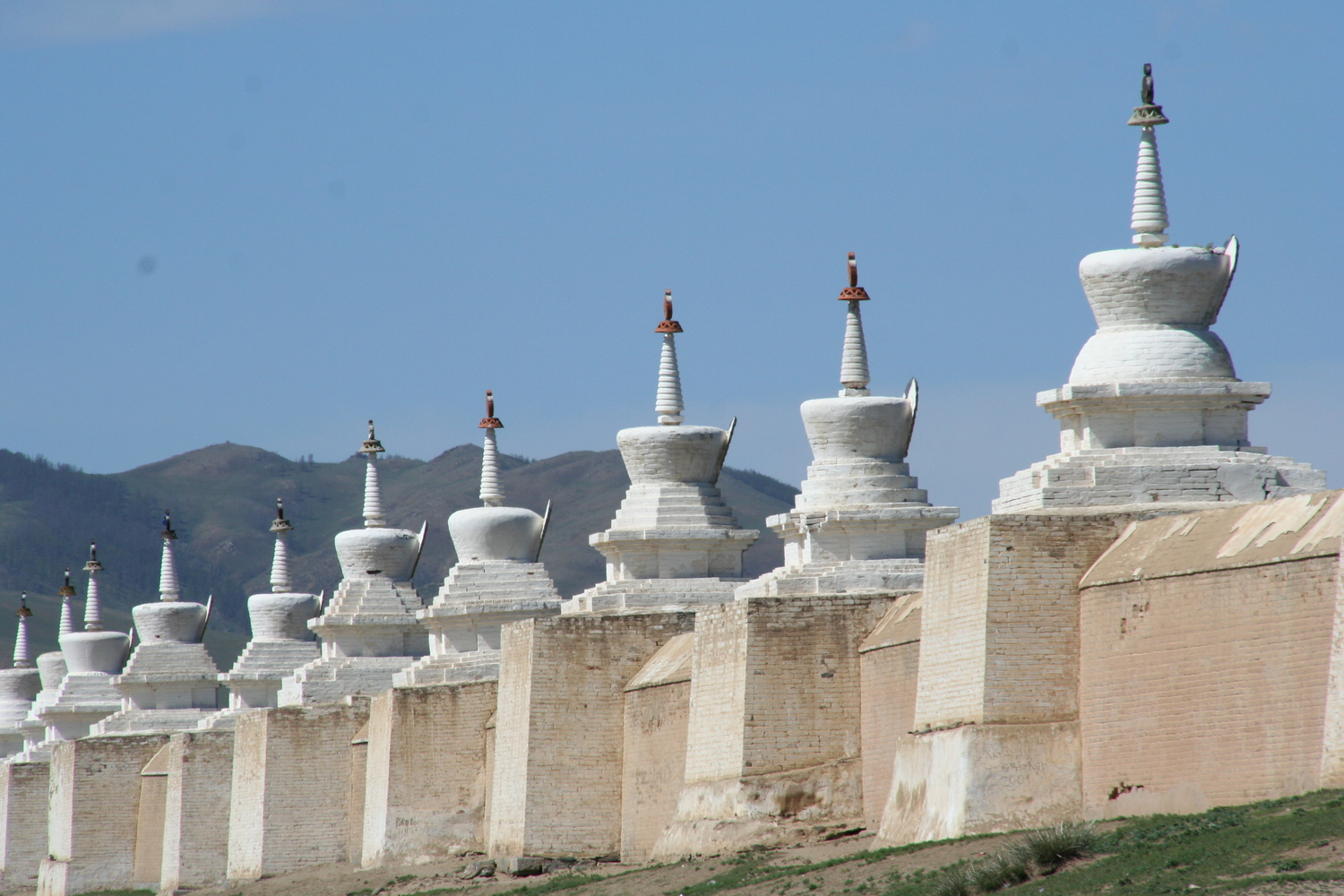
Mury lamajskiego klasztoru Erdenedzuu w Karakorum

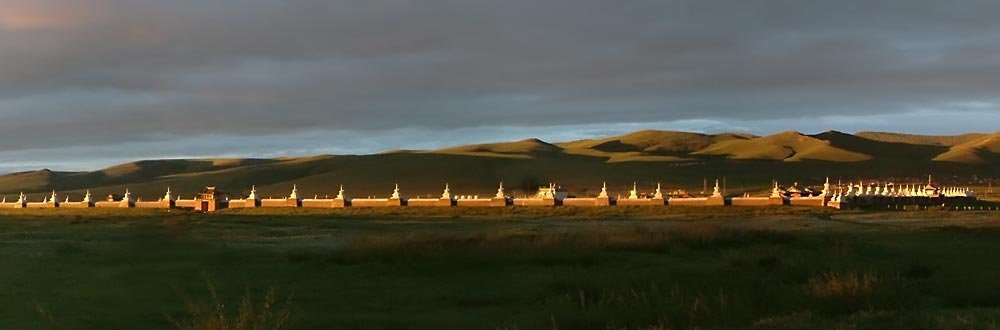
Karakorum

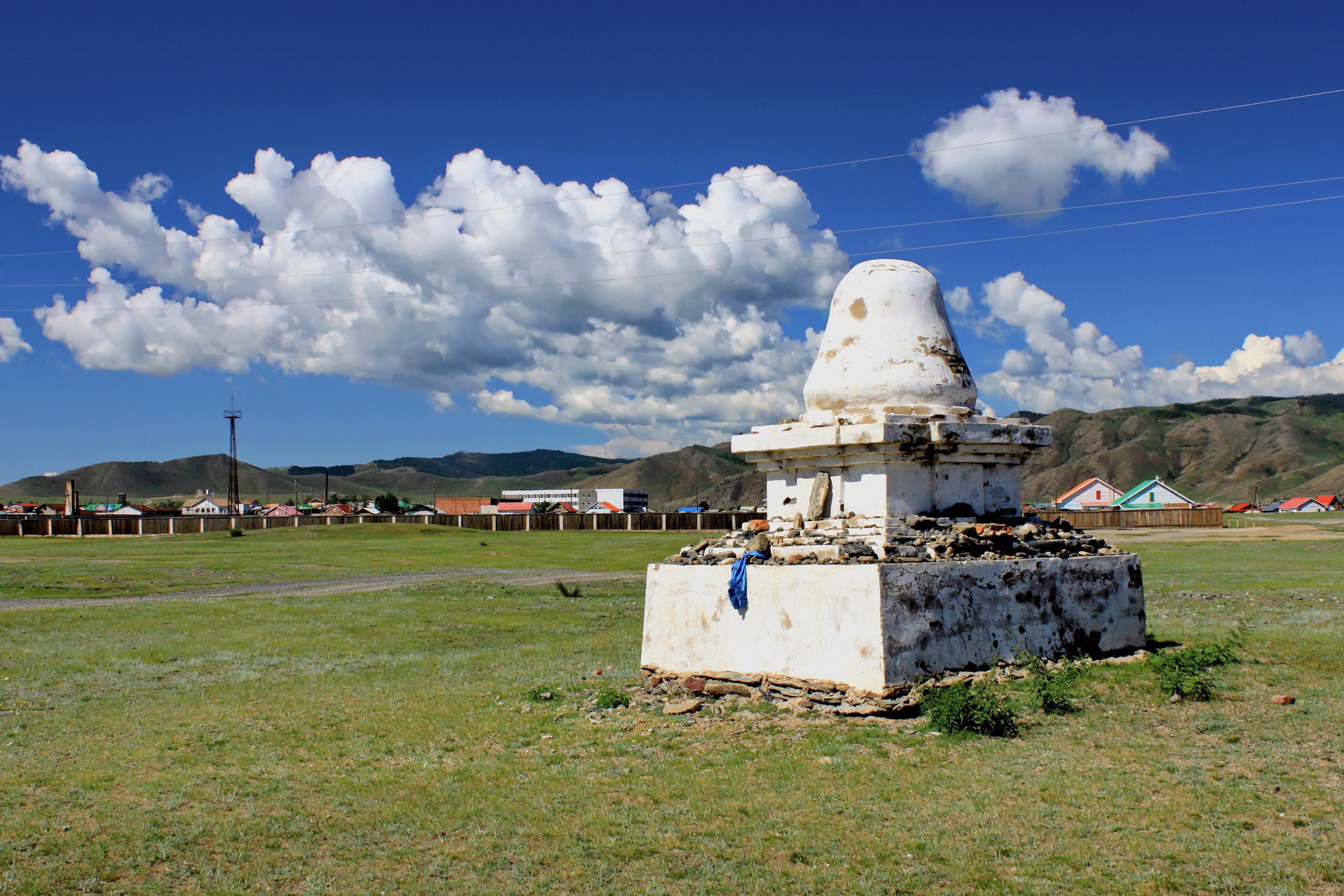
Stara stupa nirwany w Karakorum

Karakorum – stolica Imperium Mongolskiego w XIII wieku. Jej początkiem była baza wojenna założona przez Czyngis-chana w 1220 roku. Stolicą została za wielkiego chana Ugedeja w 1234. Karakorum zbudowano w północnej Mongolii nad Orchon gol (Orchonem), w uświęconym tradycjami rejonie głównych siedzib władców imperiów koczowniczych od czasów Xiongnu.
Do zasług Ugedeja należy rozbudowa tego ośrodka do rozmiarów rozległego, aczkolwiek niezbyt gęsto ani też niezbyt wspaniale zabudowanego miasta. Wyjątek stanowiły większe budowle, takie jak pałac wielkiego chana, dwory innych książąt, czy też najwyższych dostojników państwowych. Poza częścią pałacową miasto posiadało dzielnicę kupiecką, gdzie przeważali muzułmanie, i rzemieślniczą, którą zamieszkiwali głównie Chińczycy. W Karakorum można było spotkać mistrzów rzemieślniczych uprowadzonych z krajów Azji zachodniej, Bliskiego Wschodu, a nawet Europy. W 1264 chan Kubilaj przeniósł stolicę do Zhongdu (Pekin) zwanego odtąd Chanbałyk – Miasto Chana. W 1388 Karakorum zostało zdobyte i częściowo zniszczone przez wojska chińskie.
Obecnie ruiny Karakorum położone są na terytorium Republiki Mongolskiej. Jako część krajobrazu kulturowego Doliny Orchon wpisane są na listę światowego dziedzictwa UNESCO. W okolicach ruin Karakorum leży miasteczko Karakorum oraz najstarszy w Mongolii klasztor lamajski Erdenedzuu chijd wybudowany w 1586 roku.